# Селиваново (Архангельская область)
Селиваново — деревня в Вельском районе Архангельской области. Входит в состав Муниципального образования «Пежемское».

## География
Деревня расположена в 28 километрах на юго-запад от города Вельска , на правом берегу реки Пежма притока Ваги. Ближайшие населённые пункты: на севере деревня Пеганово, на юге деревня Федьково.
Часовой пояс
Селиваново, как и вся Архангельская область, находится в часовой зоне МСК (московское время). Смещение применяемого времени относительно UTC составляет +3:00.

## Население
| 2002 | 2010 | 2012 | 2014 |
| ---- | ---- | ---- | ---- |
| 0    | →0   | →0   | →0   |

## История
Указана в «Списке населённых мест по сведениям 1859 года» в составе Вельского уезда Вологодской губернии под номером «2136» как «Мокрая Дуброва(Селиваново)». Насчитывала 23 дворов, 70 жителей мужского пола и 69 женского.
В материалах оценочно-статистического исследования земель Вельского уезда упомянуто, что в 1900 году в административном отношении деревня входила в состав Боровинского сельского общества Никифоровской волости. На момент переписи в селении Мокрая Дубрава(Селиваново) находилось 43 хозяйства, в которых проживало 118 жителей мужского пола и 118 женского.

## Достопримечательности
Часовня Иконы Божией Матери Неопалимая Купина Объект культурного наследия № 2900000263  - Деревянная, обшитая тёсом, часовня, второй половины XIX века постройки. Представляет собой четверик, завершённый малым восьмериком под куполом с главкой, с притвором. В настоящий момент заброшена..

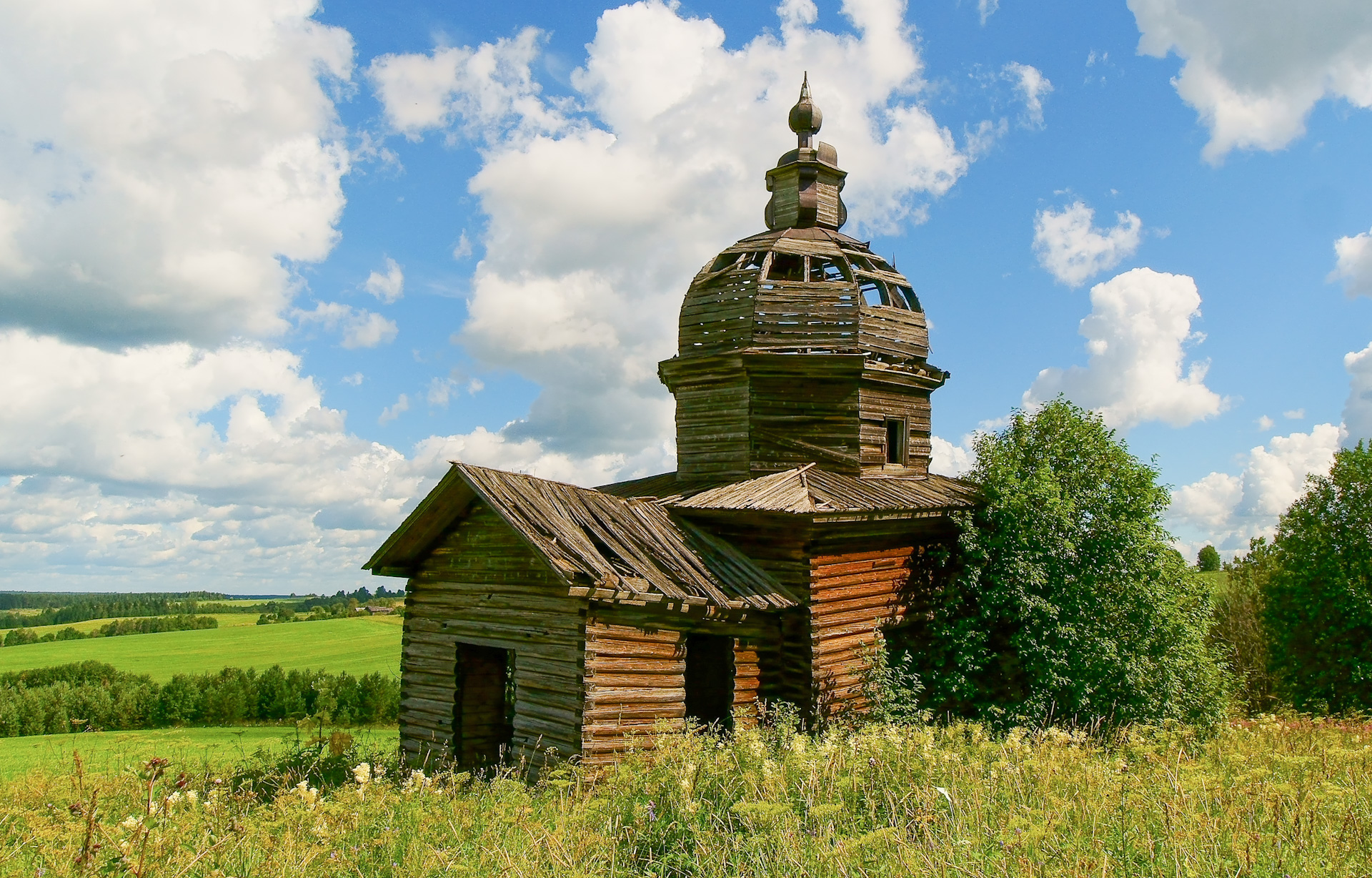
Вид часовни в 2017 году